# Międzynarodowy Związek Muzeów Górskich
Międzynarodowy Związek Muzeów Górskich (ang. International Mountain Museums Alliance, IMMA) – międzynarodowy, pozarządowy związek zrzeszający muzea gromadzące muzealia o tematyce górskiej oraz muzea zajmujące się historią eksploracji gór. Organizacja ta powstała w 2015 w Międzynarodowy Dzień Terenów Górskich. Oficjalna siedziba organizacji znajduje się w Narodowym Muzeum Górskim w Turynie. 

## Historia
Genezą powstania związku jest współpraca na polu kulturalnym Narodowego Muzeum Tatrzańskiego w Zakopanem z Narodowym Muzeum Górskim w Turynie. Pomysłodawcami utworzenia związku są dyrektorzy wspomnianych muzeów, Anna Wende-Surmiak oraz Aldo Audiso, którzy po niemal sześcioletniej współpracy postanowili zainicjować powstanie związku zrzeszającego muzea o tematyce gór. Międzynarodowy Związek Muzeów Górskich powstał w 2015. Porozumienie o utworzeniu związku zostało zawarte symbolicznie 11 grudnia w Międzynarodowy Dzień Terenów Górskich. Porozumienie o utworzeniu miało miejsce w Rzymie w siedzibie Organizacji Narodów Zjednoczonych do spraw Wyżywienia i Rolnictwa. Celem działalności utworzonego związku jest propagowanie kultury związanej z górami, wymiana doświadczeń oraz organizacja wspólnych projektów. Porozumienie o utworzeniu zostało podpisane przez dyrektorów pięciu muzeów o tematyce górskiej: Muzeum Tatrzańskie im. dra Tytusa Chałubińskiego w Zakopanem, Whyte Museum of the Canadian Rockies w Banff (Kanada), Museo Nazionale della Montagna „Duca degli Abruzzi” w Turynie (Włochy), Musée Alpin w Chamonix (Francja), Servei General d’Informaciò de Muntanya w Sabadell (Hiszpania) i Slovenski Planinski Muzej w Mojstranie (Słowenia). Pierwszą prezes związku została wybrana Polka, Anna Wende-Surmiak.

## Lista prezesów
- Anna Wende-Surmiak (2015-2022)
- Carles Capellas (od 2022)[5]